# Amanda Anisimova
Amanda Anisimova (in russo Аманда Анисимова?; Freehold, 31 agosto 2001) è una tennista statunitense, di origini russe.
Si è aggiudicata tre titoli WTA su sette finali disputate, tra cui il WTA 1000 di Doha 2025. Negli slam ha come miglior risultato la finale di Wimbledon 2025, al termine della quale ha raggiunto la settima posizione della classifica mondiale, suo best rankng.

## Biografia
Ha iniziato a giocare a tennis a tre anni, allenata dal padre Konstantin Anisimov. La famiglia è di origine russa: sia il padre che la madre Olga sono cresciuti a Mosca.
Il padre è venuto a mancare nell'agosto 2019 a causa di un arresto cardiaco, motivo per cui Amanda ha rinunciato a disputare l'edizione stagionale dello US Open.

## Carriera

### 2015-2017: Juniores, primo titolo ITF ed esordio WTA
Si è qualificata allo US Open juniores del 2015 perdendo al primo turno da Magdalena Fręch per 7–5, 7–6(3); nel torneo di doppio, assieme alla connazionale Abigail Desiatnikov ha usufruito di una wild card, ma la coppia è stata sconfitta al primo turno da Anna Kalinskaja e Anastasija Potapova.
È arrivata in finale al Roland Garros juniores 2016, perdendo da Rebeka Masarova per 7–5, 7–5; in doppio, in coppia con Caty McNally, è arrivata al secondo turno dove le americane sono state battute al match tie break da Jaimee Fourlis e Karman Kaur Thandi. Nello stesso anno è arrivata al terzo turno di Wimbledon juniores dove ha perso 13–11 al terzo set dalla connazionale Liu; in doppio, in coppia con Alexandra Senford, è arrivata ai quarti di finale, dove la coppia è stata sconfitta da McNally e Mariam Bolkvadze. Allo Us Open juniores del 2016 ha perso al terzo turno da Viktória Kužmová. Ha anche partecipato alle qualificazioni dello US Open perdendo al secondo turno da Eri Hozumi al tie break del terzo set.

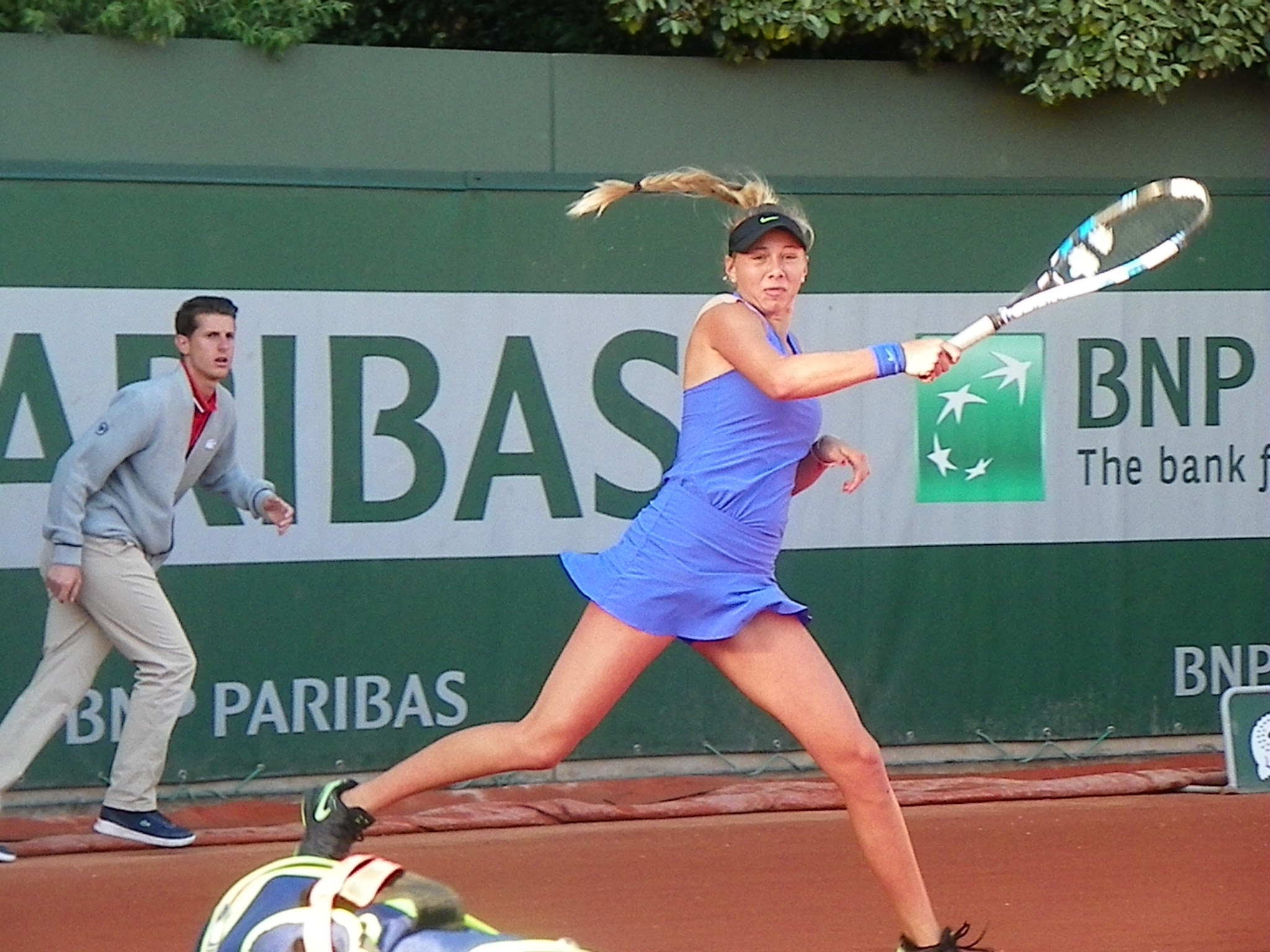
Amanda Anisimova nel 2017

Nel 2017 ha partecipato a diversi tornei dell'Orange Bowl. È arrivata in finale nell'ITF USA 10A che ha perso contro Vol'ha Havarcova per 3–6, 6–4, 3–6. Nel doppio, in coppia con Anhelina Kalinina, si è ritirata in semifinale. Nell'ITF USA 12A ha ottenuto la finale che ha perso al terzo set per mano di Kristie Ahn. È arrivata ai quarti di finale al Roland Garros junior dove è stata sconfitta da Elena Rybakina. Il 14 settembre 2017 ha vinto lo US Open juniores battendo in finale la connazionale Cori Gauff con il punteggio di 6–0, 6–2.
Nel 2017 è arrivata in finale al torneo ITF di Curitiba, Brasile, dove ha perso contro Anastasia Potapova. Inoltre ha preso parte al torneo di Miami, perdendo al primo turno contro Taylor Townsend. Nello stesso anno ha partecipato all'Open di Francia venendo eliminata al primo turno da Kurumi Nara. Il 31 luglio ha vinto a Sacramento il suo primo torneo ITF in seguito al ritiro in finale dell'avversaria Ajla Tomljanović. Ha partecipato al torneo di doppio degli US Open in coppia con la connazionale Emina Bektas grazie a una wild card, ma la coppia è stata eliminata al primo turno da Shuko Aoyama e Zhaoxuan Yang. Anche in doppio misto, in coppia con Christian Harrison, ha perso al primo turno.

### 2018: prima finale WTA e top 100
Disputa il Challenger di Newport Beach dove, superate le qualificazioni, usufruisce del ritiro della connazionale Irina Falconi (sul punteggio di 6–1 3–0 per Anisimova); per poi essere sconfitta da Mayo Hibi. Raggiunge la semifinale al Challenger di Indian Wells superando le qualificazioni. Nel corso del torneo elimina agevolmente Naomi Broady, Nicole Gibbs e Caroline Dolehide, prima di arrendersi a Sara Errani per 4–6 2–6. Ottiene una wild card per disputare il prestigioso Premier Mandatory Indian Wells, dove si spinge fino ai quarti di finale dopo aver sconfitto Pauline Parmentier, Anastasija Pavljučenkova e Petra Kvitová, per poi venire battuta da Karolína Plíšková per 6–1, 7–6(2). Questo risultato la proietta alla posizione nº 131, suo best ranking all'epoca. Un'altra wild card le viene concessa per il torneo di Miami, dove, dopo aver sconfitto in tre set Wang Qiang si è ritirata al secondo turno contro Garbiñe Muguruza senza scendere in campo.

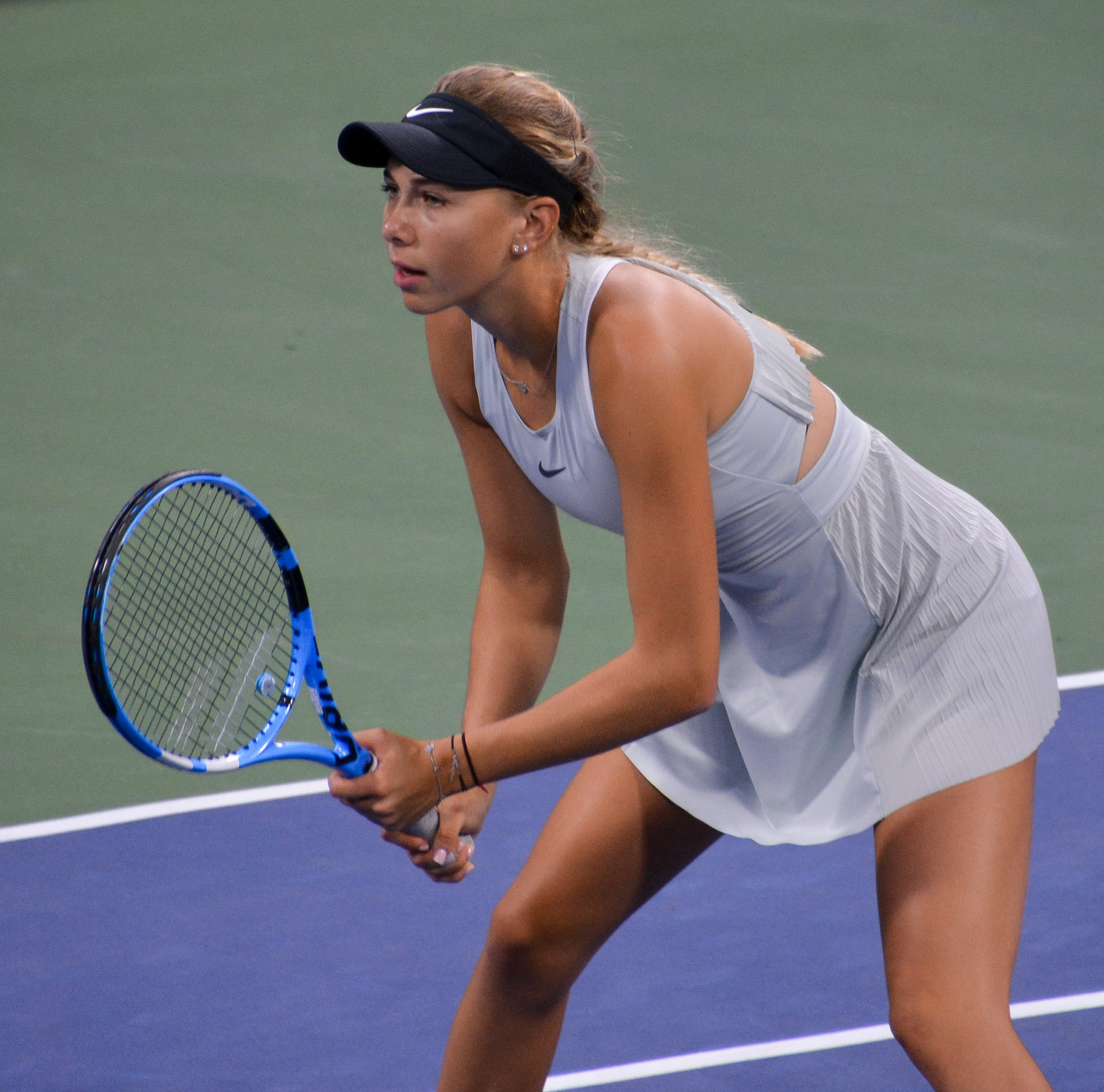
Amanda Anisimova allo US Open 2018

In estate, supera le qualificazioni nel torneo di San Jose dove elimina nuovamente Wang, per poi cedere alla futura campionessa Mihaela Buzărnescu per 5–7, 6–2, 1–6. A Cincinnati si impone facilmente su Tímea Babos e Petra Martić, ma è viene battuta da Elina Svitolina. Prende parte agli US Open, dove viene sconfitta al primo turno dalla connazionale Townsend. Raggiunge la sua prima finale WTA a Hiroshima, dove viene sconfitta dalla taiwanese Hsieh Su-wei per 6–2, 6–2. Durante il corso del torneo aveva estromesso abilmente Jana Fett, Hiroko Kuwata, Zheng Saisai, Anna Karolína Schmiedlová e Zhang Shuai. Non supera le qualificazioni a Wuhan e Pechino. Termina l'anno alla 95ª posizione del ranking.

### 2019: primo titolo WTA, semifinale al Roland Garros e top 30
Inizia la stagione partecipando al torneo di Auckland dove, dopo aver usufruito del ritiro di Jana Čepelová (sul punteggio di 6–2, 3–0 in favore della statunitense) e sconfitto Barbora Strýcová, viene estromessa nei quarti di finale da Viktória Kužmová. Agli Australian Open centra gli ottavi di finale, diventando la prima tennista nata nel nuovo millennio a raggiungere tale traguardo. Nel corso dello Slam elimina nell'ordine Monica Niculescu, Lesia Tsurenko e Aryna Sabalenka, numero undici del mondo, per 6–3, 6–2. Gli ottavi di finale la vedono opposta a Petra Kvitová, futura finalista, che le concede solo tre giochi.
Il 14 aprile 2019 si aggiudica il suo primo titolo WTA, a Bogotà, battendo in finale Astra Sharma per 4–6, 6–4, 6–1. Grazie a questo risultato perfeziona il suo best ranking al 54º posto. Nel corso del torneo si era precedentemente imposta su Sabine Lisicki, Lepchenko, Camila Osorio e Beatriz Haddad Maia per 4–6, 7–6(2), 6–2. Non riesce a qualificarsi per il Master di Madrid, mentre a Roma supera con un doppio 6–3 Elisabetta Cocciaretto, per poi venire eliminata a fatica dall'olandese Kiki Bertens (2–6, 6–4, 5–7).

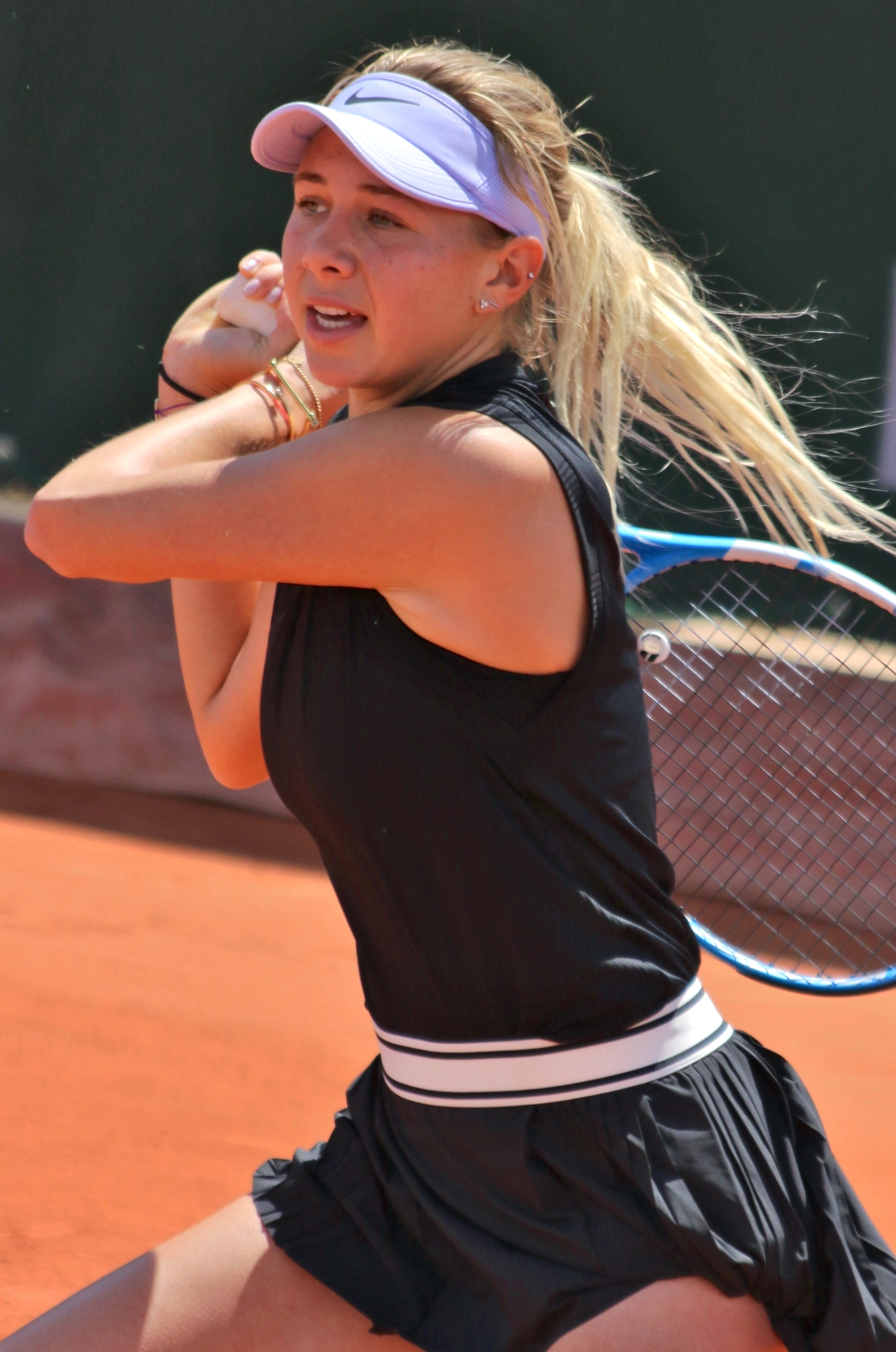
Amanda Anisimova all'Open di Francia 2019

Si presenta dunque al Roland Garros con i punti necessari per non dover affrontare le qualificazioni. Durante lo Slam estromette Harmony Tan, Aryna Sabalenka, numero undici del mondo, per 6–4, 6–2, Begu, Aliona Bolsova, e Simona Halep, numero tre del ranking e campionessa in carica, per 6–2, 6–4. Raggiunge così la prima semifinale Slam in carriera a soli diciassette anni, diventando la più giovane tennista a riuscirci a Parigi dopo Martina Hingis (1997) e Nicole Vaidišová (2006) e la prima tennista nata negli anni Duemila a raggiungere tale traguardo. Successivamente viene sconfitta da Ashleigh Barty, numero otto della classifica nonché futura campionessa, che si impone con il punteggio di 6(4)–7, 6–3, 6–3. In seguito a questi ottimi risultati, entra per la prima volta a far parte delle prime trenta tenniste al mondo.
Inaugura la stagione sull'erba a Maiorca, dove centra i quarti di finale. A Wimbledon viene invece sorpresa al secondo turno dalla polacca Magda Linette che la batte in due set; ciononostante, al termine del torneo, giunge fino alla 23ª posizione del ranking mondiale. Si prende una pausa fino a San Jose, dove viene fermata nei quarti di finale dalla cinese Zheng Saisai in tre set. Dà forfait a Cincinnati ed è costretta successivamente a saltare anche gli US Open a causa della prematura scomparsa del padre nonché coach Konstantin. In seguito, si presenta a Wuhan dove supera in tre set Samantha Stosur, prima di venire facilmente sconfitta da Karolína Plíšková. Successivamente, a Pechino, ultimo torneo della sua stagione, è vittima di una rimonta da parte di Jennifer Brady, che si impone con il punteggio di 6(4)–7, 7–6(2), 6–3.

### 2020- 2021: periodo di scarsi risultati
Apre l'anno con una semifinale a Auckland, dove viene annichilita dalla futura campionessa Serena Williams. Sfortunatamente, all'Australian Open non riesce a ripetere gli ottavi di finale, poiché viene sorpresa in tre set da Zarina Dijas. Stessa sorte la tocca anche a Dubai, dove viene fermata da Barbora Strýcová. Ritrova la vittoria a Doha imponendosi su Ekaterina Aleksandrova per 6–3, 7–6(4) e la settima tennista del mondo, Elina Svitolina, con un doppio 6–3. Al terzo turno non scende in campo contro Kuznetsova.
Dopo la pausa forzata dovuta all'emergenza COVID-19, riprende a giocare solo in agosto, al Western & Southern Open, disoutato eccezionalmente a New York. Dopo una vittoria all'esordio su Alison Riske (tds numero 11), cede il passo alla qualificata Jessica Pegula. Subito dopo, disputa lo US Open. Al primo turno ha la meglio sulla bulgara Tomova mentre al secondo turno si impone ai danni della wild-card Scott. Viene eliminata al terzo turno dalla greca Maria Sakkari per 3–6, 1–6. A settembre Anisimova si trasferisce in Europa, dove gioca sulla terra rossa: a Roma viene sconfitta al secondo turno da Dayana Yastremska, mentre a Strasburgo viene battuta da Teichmann all'esordio. Si presenta a Parigi, dove gioca l'ultimo slam dell'anno: dopo due agevoli vittorie su Korpatsch e Pera, entrambe maturate per 6–2, 6–0, ritrova ai sedicesimi Simona Halep, battuta un anno prima ai quarti dello slam parigino. Questa volta, tuttavia, Halep si prende la rivincita, battendo nettamente Anisimova per 6–0, 6–1. Gioca l'ultimo torneo annuale ad Ostrava, dove si arrende a Elise Mertens in due parziali. Chiude l'anno al numero 30 del mondo.
Avrebbe dovuto iniziare il 2021 giocando il WTA 500 di Abu Dhabi; tuttavia è costretta al ritiro prima di scendere in campo a causa della sua positività al COVID-19. Dopo un secondo turno nell'ITF casalingo di Orlando, torna in campo a livello WTA a marzo a Dubai dove batte Ana Konjuh prima di arrendersi alla futura vincitrice del torneo Garbiñe Muguruza. A Miami, dopo il bye all'esordio, sconfigge l'ex top 10 Sloane Stephens per poi cedere alla futura finalista Bianca Andreescu. Si sposta poi sulla terra di Charleston, dove si ferma al secondo turno contro Shelby Rogers. Sulla terra europea, dopo il primo turno di Madrid, racimola un secondo turno a Roma (estromessa da Svitolina in tre set) e poi trova il primo quarto stagionale a Parma, eliminando Jasmine Paolini e Anna Karolína Schmiedlová. Tra le ultime otto, viene superata da Coco Gauff, poi vincitrice, per 3–6 3–6. Al Roland Garros perde all'esordio da Veronika Kudermetova in due set. Sull'erba, dopo il primo turno a Berlino, raggiunge i quarti a Bad Homburg, dove cede alla futura campionessa Angelique Kerber in tre set. A Wimbledon, viene battuta al primo turno da Magda Linette. Sul cemento americano raccoglie come miglior risultato due ottavi: uno alla Rogers Cup, dove perde dalla futura finalista Karolína Plíšková e uno ad Indian Wells, dove viene estromessa dall'allora numero cinque del mondo Barbora Krejčíková in due parziali. A causa della stagione negativa, Anisimova cala nel ranking, chiudendo il 2021 in 78ª posizione.

### 2022: secondo titolo WTA e quarti di finale a Wimbledon
Inizia l'anno disputando il Melbourne Summer Set 2. Dopo una vittoria in tre set su Alison Van Uytvanck, batte la quinta testa di serie Cîrstea, e poi Begu in rimonta, tornando in una semifinale WTA dopo due anni di distanza dall'ultima volta (Auckland 2020). Nella circostanza, supera Dar'ja Kasatkina con il punteggio di 6–2, 6–0, centrando la sua terza finale WTA, la prima dal 2019. Nella circostanza, sconfigge la qualificata Aljaksandra Sasnovič per 7–5, 1–6, 6–4, conquistando il suo secondo titolo in singolare, il primo sul cemento. All'Australian Open continua la striscia di successi consecutivi battendo Arianne Hartono e la campionessa olimpica Belinda Bencic in due set, guadagnandosi una prestigiosa sfida al terzo turno contro la campionessa in carica Naomi Ōsaka: al termine di una battaglia di 2 ore e 18 minuti, Nell'incontro riesce a prevalere sulla giapponese annullando anche due match point (4–6, 6–3, 7–6(5)), tornando agli ottavi di finale di uno Slam dal Roland Garros 2019. Al quarto turno gioca contro la numero uno Ashleigh Barty, che la batte in due set. A Dubai inizia dalle qualificazioni e perde subito per mano della connazionale Madison Brengle. In Qatar supera Haddad Maia, prima di perdere al secondo turno contro Ostapenko. Continua la stagione sul cemento a Indian Wells dove al primo turno infligge un doppio 6–2 alla wildcard Emma Navarro. Nel secondo turno affronta Leylah Fernandez e vince il primo set 6–2, ma non realizza i tre match point avuti a disposizione sul 5–4 del secondo set, poi vinto dalla canadese in rimonta al tie-break. La statunitense, in lacrime, si ritira dal match prima dell'inizio dell'ultimo parziale.
Dopo il primo turno a Miami (estromessa da Rogers), prende parte al WTA 500 di Charleston dove batte Vickery, Putinceva, la top 5 Sabalenka (3–6, 6–4, 6–3) e Vandeweghe, approdando alla sua seconda semifinale annuale. Nella circostanza, Anisimova si arrende a Ons Jabeur, per 6–2, 1–6, 4–6. Dopodiché partecipa ai due WTA 1000 su terra di Madrid e Roma: nella capitale spagnola, raggiunge i quarti grazie alle vittorie su Sabalenka, Martić e la due volte finalista Azaranka. Nei quarti, cede il passo alla russa Aleksandrova in due set. In Italia l'americana coglie un altro quarto di finale, eliminando Tereza Martincová, Bencic e la top-10 Danielle Collins. Tra le ultime otto, viene superata da Sabalenka, che si vendica delle due sconfitte precedenti subite da Anisimova sulla terra. Al Roland Garros batte al primo turno Naomi Osaka per il secondo slam di fila; al secondo round, si impone su Donna Vekić mentre al terzo approfitta del ritiro di Karolína Muchová nel corso del terzo parziale. Arriva così agli ottavi di finale, che mancavano a Parigi dalla sua semifinale del 2019. Nella circostanza, cede il passo a Leylah Fernandez per 3–6 6–4 3–6.
Prima di Wimbledon, disputa come unico torneo preparatorio su erba quello di Bad Homburg, dove coglie i quarti di finale grazie alle vittorie su van Uytvanck e Ann Li, prima di arrendersi a Halep in due set piuttosto agevoli (2–6, 1–6). Approdata ai Championships centra i primi quarti di finale nello Slam londinese imponendosi su Yuan Yue, le statunitensi Lauren Davis e Coco Gauff in rimonta, e la sorpresa del torneo Harmony Tan, resasi autrice dell'eliminazione di Serena Williams al primo turno. Come successo a Parigi 2019, nel secondo quarto di finale Slam della sua carriera Amanda è chiamata ad affrontare nuovamente Simona Halep: a differenza di quanto successe al Roland Garros, questa volta Anisimova non riesce a prevalere sulla romena, che la supera per 6–2, 6–4.
Torna in campo ad agosto al WTA 500 di San Jose dove raggiunge i quarti di finale, battendo Karolína Plíšková al secondo turno, che però la settimana seguente si prende la rivincita battendo a sua volta la statunitense al secondo turno del WTA 1000 Toronto. A Cincinnati si ritira prima di giocare il secondo turno, dopo aver battuto al primo la n°10 Dar'ja Kasatkina. Conclude la stagione a settembre dopo l'eliminazione all'esordio dello US Open contro Putinceva.

### 2023-2024: pausa dal tennis e rientro, finale a Toronto
Comincia il 2023 in Australia, ma decide presto di prendersi una pausa dal tennis ad aprile con una statistica di 2 vittorie e 7 sconfitte, citando come motivazione quella di voler preservare il suo benessere mentale.
Torna a giocare a gennaio 2024 ad Auckland grazie ad una wild-card e sconfigge Pavljučenkova prima di essere eliminata da Bouzková. All'Australian Open vince i primi tre turni senza cedere un set, battendo nell'ordine Samsonova, Podoroska e Badosa, è costretta poi ad arrendersi alla futura campionessa Aryna Sabalenka. Dopo alcuni tornei con discreti risultati, un secondo turno all'Open di Francia e la mancata qualificazione al main-draw di Wimbledon, raggiunge i suoi primi quarti di finale WTA a distanza di due anni, partendo dalle qualificazioni a Washington. Al WTA 1000 di Toronto ha la meglio su Dolehide, Kasatikina, Kalinskaja, sulla numero 3 del mondo Sabalenka e in semifinale batte Emma Navarro, raggiungendo la quarta finale in carriera, dove perde in tre set contro la connazionale Jessica Pegula. Grazie a questo risultato rientra in top 100 del ranking, alla 50ª posizione. 
Salta il torneo di Cincinnati, mentre allo US Open esce sconfitta al terzo parziale contro la numero 7 del mondo e medaglia d'oro olimpica Zheng Qinwen. Chiude la stagione in Asia, dove centra come miglior risultato gli ottavi di finale al China Open. Così come a New York, anche in questo caso capitola contro la Zheng.

### 2025: primo titolo WTA 1000 e finale a Wimbledon
Apre la stagione disputando la trasferta australiana in cui ottiene un secondo turno a Melbourne, sconfitta da Emma Raducanu. Al Qatar Ladies Open, primo WTA 1000 della stagione, Anisimova si impone su Azaranka, Paula Badosa, Fernandez, Kostjuk e Aleksandrova, raggiungendo la sua seconda finale in un torneo di questo livello dopo Toronto 2024. Battendo Ostapenko per 6–4 6–3, vince il suo terzo titolo nel circuito maggiore e il più prestigioso della sua carriera. Nei successivi tre mesi ottiene poche vittorie, prima di giungere agli ottavi di finale al Roland Garros, estromessa dalla numero uno del mondo Aryna Sabalenka. A Wimbledon sconfigge in semifinale Aryna Sabalenka in tre set, raggiungendo la prima finale in uno slam, in cui viene battuta nettamente, per 0–6, 0–6, dalla polacca Iga Świątek.

## Statistiche WTA

### Singolare

#### Vittorie (3)
| Legenda               | Legenda      |
| --------------------- | ------------ |
| Grande Slam (0)       |              |
| Ori Olimpici (0)      |              |
| WTA Finals (0)        |              |
| WTA Elite Trophy (0)  |              |
| Dal 2009 al 2020      | Dal 2021     |
| Premier Mandatory (0) | WTA 1000 (1) |
| Premier 5 (0)         | WTA 1000 (1) |
| Premier (0)           | WTA 500 (0)  |
| International (1)     | WTA 250 (1)  |

| N. | Data             | Torneo                          | Superficie  | Avversaria in finale | Punteggio     |
| 1. | 14 aprile 2019   | Copa Colsanitas, Bogotà         | Terra rossa | Astra Sharma         | 4–6, 6–4, 6–1 |
| 2. | 9 gennaio 2022   | Melbourne Summer Set, Melbourne | Cemento     | Aljaksandra Sasnovič | 7–5, 1–6, 6–4 |
| 3. | 15 febbraio 2025 | Qatar Ladies Open, Doha         | Cemento     | Jeļena Ostapenko     | 6–4, 6–3      |

#### Sconfitte (4)
| Legenda               | Legenda      |
| --------------------- | ------------ |
| Grande Slam (1)       |              |
| Argenti Olimpici (0)  |              |
| WTA Finals (0)        |              |
| WTA Elite Trophy (0)  |              |
| Dal 2009 al 2020      | Dal 2021     |
| Premier Mandatory (0) | WTA 1000 (1) |
| Premier 5 (0)         | WTA 1000 (1) |
| Premier (0)           | WTA 500 (1)  |
| International (1)     | WTA 250 (0)  |

| N. | Data              | Torneo                             | Superficie | Avversaria in finale | Punteggio     |
| 1. | 16 settembre 2018 | Japan Women's Open, Hiroshima      | Cemento    | Hsieh Su-wei         | 2–6, 2–6      |
| 2. | 12 agosto 2024    | Canadian Open, Toronto             | Cemento    | Jessica Pegula       | 3–6, 6–2, 1–6 |
| 3. | 15 giugno 2025    | Queen's Club Championships, Londra | Erba       | Tatjana Maria        | 3–6, 4–6      |
| 4. | 12 luglio 2025    | Torneo di Wimbledon, Londra        | Erba       | Iga Świątek          | 0–6, 0–6      |

## Statistiche ITF

### Singolare

#### Vittorie (1)
| Torneo $100.000 (0) |
| Torneo $80.000 (0)  |
| Torneo $60.000 (1)  |
| Torneo $25.000 (0)  |
| Torneo $15.000 (0)  |

| N. | Data           | Torneo                                        | Superficie | Avversaria in finale | Punteggio |
| 1. | 30 luglio 2017 | FSP Gold River Women's Challenger, Sacramento | Cemento    | Ajla Tomljanović     | w/o       |

#### Sconfitte (3)
| Torneo $100.000 (0) |
| Torneo $80.000 (1)  |
| Torneo $60.000 (1)  |
| Torneo $25.000 (1)  |
| Torneo $15.000 (0)  |

| N. | Data           | Torneo                                                  | Superficie  | Avversaria in finale | Punteggio        |
| 1. | 5 marzo 2017   | Circuito Feminino Future de Tênis, Curitiba             | Terra rossa | Anastasija Potapova  | 7–6(7), 5–7, 2–6 |
| 2. | 16 aprile 2017 | Audi Melbourne Pro Tennis Classic, Indian Harbour Beach | Terra verde | Vol'ha Havarcova     | 3–6, 6–4, 3–6    |
| 3. | 23 aprile 2017 | Hardee's Pro Classic, Dothan                            | Terra verde | Kristie Ahn          | 6–1, 2–6, 2–6    |

## Grand Slam Junior

### Singolare

#### Vittorie (1)
| Tornei del Grande Slam  |
| ----------------------- |
| Australian Open (0)     |
| Open di Francia (0)     |
| Torneo di Wimbledon (0) |
| US Open (1)             |

| N. | Data             | Torneo            | Superficie | Avversaria in finale | Punteggio |
| 1. | 9 settembre 2017 | US Open, New York | Cemento    | Cori Gauff           | 6–0, 6–2  |

#### Sconfitte (1)
| Tornei del Grande Slam  |
| ----------------------- |
| Australian Open (0)     |
| Open di Francia (1)     |
| Torneo di Wimbledon (0) |
| US Open (0)             |

| N. | Data          | Torneo                  | Superficie  | Avversario in finale | Punteggio |
| 1. | 4 giugno 2016 | Open di Francia, Parigi | Terra rossa | Rebeka Masarova      | 5–7, 5–7  |

## Risultati in progressione
| V | F | SF | QF | #T | RR | Q# | A | Z# | PO | O | F-A | SF-B | ND |

(V) Torneo vinto; raggiunto (F) finale, (SF) semifinale, (QF) quarti di finale, (#T) turni 4, 3, 2, 1; (RR) round - robin; (Q#) Turno di qualificazione; (A) assente dal torneo; (Z#) Zona gruppo Coppa Davis/Fed Cup (con indicazione numero); (PO) play-off Coppa Davis o Fed Cup; vinto un (O) oro, (F-A) argento o (SF-B) bronzo ai Giochi Olimpici; (ND) torneo non disputato.

### Singolare
Aggiornato a fine US Open 2024. 
| Torneo                 | 2016            | 2017            | 2018            | 2019            | 2020            | 2021            | 2022            | 2023          | 2024 | Titoli     | V-S        |
| ---------------------- | --------------- | --------------- | --------------- | --------------- | --------------- | --------------- | --------------- | ------------- | ---- | ---------- | ---------- |
| Tornei del Grande Slam |                 |                 |                 |                 |                 |                 |                 |               |      |            |            |
| Australian Open        | A               | A               | A               | 4T              | 1T              | A               | 4T              | 1T            | 4T   | 0 / 5      | 9-5        |
| Open di Francia        | A               | 1T              | A               | SF              | 3T              | 1T              | 4T              | A             | 2T   | 0 / 6      | 11-6       |
| Wimbledon              | A               | A               | A               | 2T              | ND              | 1T              | QF              | A             | Q3   | 0 / 3      | 5-3        |
| US Open                | Q2              | Q1              | 1T              | A               | 3T              | 2T              | 1T              | A             | 1T   | 0 / 6      | 3-6        |
| Vittorie-Sconfitte     | 0-0             | 0-1             | 0-1             | 9-3             | 4-3             | 1-3             | 10-3            | 0-1           | 4-3  | 0 / 20     | 28-20      |
| Giochi olimpici        |                 |                 |                 |                 |                 |                 |                 |               |      |            |            |
| Giochi olimpici        | A               | Non disputati   | Non disputati   | Non disputati   | A               | Non disputati   | Non disputati   | Non disputati | A    | 0 / 0      | 0-0        |
| Tornei di fine anno    |                 |                 |                 |                 |                 |                 |                 |               |      |            |            |
| WTA Finals             | Non qualificata | Non qualificata | Non qualificata | Non qualificata | Non qualificata | Non qualificata | Non qualificata |               |      | 0 / 0      | 0-0        |
| WTA Elite Trophy       | Non qualificata | Non qualificata | Non qualificata | A               | Non disputati   | Non disputati   | Non disputati   |               |      | 0 / 0      | 0-0        |
| WTA 1000               |                 |                 |                 |                 |                 |                 |                 |               |      |            |            |
| Doha / Dubai[1]        | A               | A               | A               | A               | 3T[3]           | A               | 2T              | 2T            | A    | 0 / 3      | 3-2        |
| Indian Wells           | A               | A               | 4T              | 2T              | ND              | 3T              | 2T              | 2T            | A    | 0 / 5      | 7-5        |
| Miami                  | A               | 1T              | 2T[2]           | 2T              | ND              | 3T              | 1T              | 1T            | A    | 0 / 6      | 3-5        |
| Madrid                 | A               | A               | A               | Q1              | ND              | 1T              | QF              | 1T            | 1T   | 0 / 4      | 3-4        |
| Roma                   | A               | A               | A               | 2T              | 2T              | 2T              | QF              | A             | 1T   | 0 / 5      | 6-5        |
| Montréal / Toronto     | A               | A               | A               | A               | ND              | 3T              | 2T              | A             | F    | 0 / 3      | 8-3        |
| Cincinnati             | A               | A               | 3T              | A               | A               | A               | 2T[4]           | A             | A    | 0 / 2      | 3-1        |
| Wuhan                  | A               | A               | Q1              | 2T              | Non disputato   | Non disputato   | Non disputato   | A             |      | 0 / 1      | 1-1        |
| Pechino                | A               | A               | A               | 1T              | Non disputato   | Non disputato   | Non disputato   | A             |      | 0 / 1      | 0-1        |
| Carriera               |                 |                 |                 |                 |                 |                 |                 |               |      |            |            |
| Tornei giocati         | 0               | 2               | 6               | 14              | 10              | 15              | 15              | 7             | 8    | 72         | 72         |
| Titoli                 | 0               | 0               | 0               | 1               | 0               | 0               | 1               | 0             | 0    | 2          | 2          |
| Finali                 | 0               | 0               | 1               | 1               | 0               | 0               | 1               | 0             | 1    | 4          | 4          |
| Totale V-S             | 0-0             | 0-2             | 11-5            | 23-13           | 11-9            | 14-15           | 33-13           | 2-7           | 13-8 | 107-72     | 107-72     |
| Vittorie %             | –               | 0%              | 69%             | 64%             | 55%             | 48%             | 72%             | 22%           | 62%  | 60%        | 60%        |
| Ranking di fine anno   | 764             | 192             | 95              | 24              | 30              | 78              | 23              | 359           |      | $4.087.520 | $4.087.520 |

Note
- 1 Il Dubai Tennis Championships e il Qatar Ladies Open di Doha si scambiano annualmente lo status tra evento WTA 500 ed evento WTA 1000 dal 2021.
- 2 Il ritiro nel secondo turno non viene considerato una sconfitta.
- 3 Il ritiro nel terzo turno non viene considerato una sconfitta.
- 4 Il ritiro nel secondo turno non viene considerato una sconfitta.

### Doppio nei tornei del Grande Slam
| Torneo             | 2017 | 2018 | 2019 | 2020 | 2021 | 2022 | Titoli | V-S |
| ------------------ | ---- | ---- | ---- | ---- | ---- | ---- | ------ | --- |
| Australian Open    | A    | A    | 1T   | A    | A    | A    | 0 / 1  | 0-1 |
| Open di Francia    | A    | A    | 2T   | A    | 2T   | A    | 0 / 2  | 2-2 |
| Wimbledon          | A    | A    | A    | ND   | A    | A    | 0 / 0  | 0-0 |
| US Open            | 1T   | A    | A    | A    | A    |      | 0 / 1  | 0-1 |
| Vittorie/Sconfitte | 0-1  | 0-0  | 1-2  | 0-0  | 1-1  | 0-0  | 0 / 4  | 2-4 |

### Doppio misto nei tornei del Grande Slam
| Torneo             | 2017 | 2018 | 2019 | 2020 | 2021 | 2022 | Titoli | V-S |
| ------------------ | ---- | ---- | ---- | ---- | ---- | ---- | ------ | --- |
| Australian Open    | A    | A    | A    | 2T   | A    | A    | 0 / 0  | 0-0 |
| Open di Francia    | A    | A    | A    | A    | A    | A    | 0 / 0  | 0-0 |
| Wimbledon          | A    | A    | A    | ND   | A    | A    | 0 / 0  | 0-0 |
| US Open            | 1T   | 1T   | A    | A    | A    |      | 0 / 2  | 0-2 |
| Vittorie/Sconfitte | 0-1  | 0-1  | 0-0  | 1-1  | 0-0  | 0-0  | 0 / 3  | 1-3 |

## Vittorie contro giocatrici top 10
| Stagione | 2018 | 2019 | 2020 | 2021 | 2022 | 2023 | 2024 | 2025 | Totale |
| Vittorie | 1    | 1    | 1    | 0    | 4    | 0    | 1    | 5    | 13     |

| #    | Giocatrice          | Ranking | Evento                             | Superficie  | Turno | Punteggio        | Rank. AAR |
| ---- | ------------------- | ------- | ---------------------------------- | ----------- | ----- | ---------------- | --------- |
| 2018 |                     |         |                                    |             |       |                  |           |
| 1.   | Petra Kvitová       | 9       | Indian Wells Open, Indian Wells    | Cemento     | 3T    | 6–2, 6–4         | 149       |
| 2019 |                     |         |                                    |             |       |                  |           |
| 2.   | Simona Halep        | 3       | Open di Francia, Parigi            | Terra rossa | QF    | 6–2, 6–4         | 51        |
| 2020 |                     |         |                                    |             |       |                  |           |
| 3.   | Elina Svitolina     | 7       | Qatar Ladies Open, Doha            | Cemento     | 2T    | 6–3, 6–3         | 29        |
| 2022 |                     |         |                                    |             |       |                  |           |
| 4.   | Aryna Sabalenka (1) | 5       | Charleston Open, Charleston        | Terra verde | 3T    | 3–6, 6–4, 6–3    | 47        |
| 5.   | Aryna Sabalenka (2) | 4       | Madrid Open, Madrid                | Terra rossa | 1T    | 6–2, 3–6, 6–4    | 33        |
| 6.   | Danielle Collins    | 9       | Internazionali d'Italia, Roma      | Terra rossa | 3T    | 6–2, 6–2         | 32        |
| 7.   | Dar'ja Kasatkina    | 10      | Cincinnati Open, Cincinnati        | Cemento     | 1T    | 6–4, 6–4         | 23        |
| 2024 |                     |         |                                    |             |       |                  |           |
| 8.   | Aryna Sabalenka (3) | 3       | Canadian Open, Toronto             | Cemento     | QF    | 6–4, 6–2         | 132       |
| 2025 |                     |         |                                    |             |       |                  |           |
| 9.   | Paula Badosa        | 10      | Qatar Ladies Open, Doha            | Cemento     | 2T    | 6–4, 6–3         | 41        |
| 10.  | Mirra Andreeva      | 6       | Miami Open, Miami Gardens          | Cemento     | 3T    | 7–6(5), 2–6, 6–3 | 17        |
| 11.  | Emma Navarro        | 10      | Queen's Club Championships, Londra | Erba        | QF    | 6–3, 6–3         | 15        |
| 12.  | Zheng Qinwen        | 5       | Queen's Club Championships, Londra | Erba        | SF    | 6–2, 4–6, 6–4    | 15        |
| 13.  | Aryna Sabalenka (4) | 1       | Torneo di Wimbledon, Londra        | Erba        | SF    | 6–4, 4–6, 6–4    | 12        |